# Meeuwen-Gruitrode
Meeuwen-Gruitrode é um município da Bélgica localizado no distrito de Maaseik, província de Limburgo, região da Flandres.